# Lukas Heinicker
Lukas Heinicker (* 6. März 1997) ist ein österreichisch-deutscher Fußballspieler.

## Karriere
Heinicker begann seine Karriere beim SV Großschweinbarth. 2011 ging er in die Fußballakademie St. Pölten. 2013 ging er in die AKA Salzburg. Sein Profidebüt fürs Farmteam gab er am 24. Spieltag 2014/15 gegen den Kapfenberger SV. Im Jänner 2016 wechselte er zum Regionalligisten SK Rapid Wien II, wo er einen bis Juni 2018 gültigen Vertrag unterschrieb. Bis zu seinem Vertragsende kam er zu 28 Einsätzen in der Regionalliga, in denen er sechs Tore erzielte.
Zur Saison 2018/19 wechselte er zu den Amateuren des SKN St. Pölten. Für die SKN Juniors absolvierte er 21 Spiele, in denen er acht Tore erzielte. Am Saisonende stieg er mit dem Team aber aus der Regionalliga ab. Daraufhin schloss er sich zur Saison 2019/20 dem viertklassigen FC Stadlau an. Für Stadlau kam er zu 14 Einsätzen in der Wiener Stadtliga, in denen er neun Mal traf. Im Jänner 2020 wechselte Heinicker zum Regionalligisten SV Stripfing.
Ohne Einsatz für Stripfing wechselte er zur Saison 2020/21 zum Ligakonkurrenten SC Wiener Viktoria. Für die Viktoria absolvierte er acht Partien in der Regionalliga. Im Jänner 2021 wechselte er zum viertklassigen SV Gerasdorf/Stammersdorf. Für Gerasdorf spielte er viermal in der Stadtliga und erzielte dabei vier Tore. Zur Saison 2021/22 schloss er sich dem fünftklassigen SC Wolkersdorf an.